# 毛澤東：鮮為人知的故事
《毛澤東：鮮為人知的故事》（英語：MAO：The Unknown Story）是张戎及其丈夫喬·哈利戴合著的一本毛泽东传记，耗时约10年完成。全書五十八章，中文版700頁，資料來源占82頁。张戎夫妇为完成此书，访问过数百名毛的亲友、与毛共事、交往的中外知情人、见证者及各国政要，包括六名总统、六名总理、四名外交部长、十三名前各国共产党领袖。这些人物中，有美国前国务卿基辛格、美国前总统福特、英国前首相希思、达赖喇嘛、斯大林与赫鲁晓夫的翻译、张学良、蒋经国、陈立夫等。访问毛身边工作过的人员达十八人以上。毛的主要同事和亲属和身边工作人员也几乎都访问过。同时，深入俄罗斯、阿尔巴尼亚、东德、美国、英国、梵蒂冈等二十八个档案馆，取得许多闻所未闻的史料。

## 版本

美国版本（上面右边为英国版本）

本書中文版原本計劃由台灣遠流出版公司發行，但書中指稱中華民國國軍將軍胡宗南「有可能是紅色代理人」，引起胡家親人不滿，胡為真向該公司董事長王榮文施壓，導致該公司最後放棄出版。幾經波折之下，最後由香港開放出版社印行。
張戎說，該書「是一個認識毛澤東的新的視野」，「希望給讀者提供一個嶄新的角度了解毛澤東」，「書中沒有作者的主觀評語，沒有用字眼去批判毛澤東」，「只是用事實說話，由讀者自己去感覺毛澤東值不值得批評或誇獎」。
為了撰寫這本書，张戎跑遍全世界的圖書館，比如东柏林、前苏联、阿尔巴尼亚等国档案馆。她采访了毛澤東亲属和身边工作人员如孟锦云、师哲、章含之、张玉凤等，以及早年的罗章龙、易礼容、曾志、李淑一、萧克等，共过事的王光美、李立三夫人、林彪女儿、博古女儿、王明儿子、邓小平继母等，还有台湾张学良、陈立夫、蒋纬国等，有的不止一次。
香港《開放雜誌》总编辑金鐘声称，毛泽东不为人知的故事还很多，未来会一部一部问世。「毛逝世三十年来，第一个十年有李锐的《庐山会议实录》；第二个十年有李志绥的《毛泽东私人医生回忆录》；第三个十年就是张戎夫妇的《毛泽东：鲜为人知的故事》。这是具有里程碑意义的。」
该书英文版于2005年6月出版。ISBN 978-0-224-07126-0，该书中文版由香港開放出版社于2006年9月6日在台灣、香港與紐約同步上市。ISBN 978-962-7934-19-6。2021年9月，台灣麥田出版推出修訂版。该书在中国大陆被禁。

## 内容
- 毛泽东在加入中国共产党后，曾经收取来自苏联提供的「职业革命家津贴」，并十分感叹其改善物资生活之大用。在江西崛起时，毛曾纵容李韶九等人，假借肃清内部奸细名义，以酷刑殘害异己，株连成千上万无辜。
- 延安整風運動起點被張戎追溯到江西時期打AB團運動和富田事變。
- 紅軍强渡大渡河故事是伪造的。由于红军前锋已偷渡过大渡河，并迂回歼灭了守桥川军，故红军只是从铺设好木板铁锁桥上走了过去。多年后飞夺泸定桥故事被外国人问及，邓小平予以否认，称那么说主要是为了鼓舞士气。在军阀割据形势下，蔣介石把红军赶入贵州，他才能以剿匪名义把中央军进驻，紅軍只是一個棋子。
- 西安事变內幕：证实张学良当时不是為逼蒋抗日，而是要取代蒋介石。
- 毛泽东在蒋中正阵营里安置了四个红色代理人──邵力子、张治中、卫立煌，以及胡宗南；这四个人皆有扭转乾坤之功，毛泽东全靠他们裡應外合，赢得内战勝利。
- 毛泽东签订《中苏友好同盟互助条约》时，同时签订了承认东北和新疆是苏联势力范围秘密协议。
- 原子彈之謎：毛泽东最為人所津津樂道就是他造了原子弹，甚至是“一箭三星”，使中國成了军事强国。但该書裡用了大量史料来证明，中国造不了原子弹；那个造原子弹基地，只是苏联专家们设在中国第二个工厂而已。
- 饿死人民换原子弹：中国工业化其实是军事化，那援外156个项目都是搞军事。如果中国不出口农产品来换取军事化技术，哪一个人也不会饿死。張戎指出，毛泽东为了造原子弹死的人，已超过在日本爆炸两颗原子弹炸死人数一百倍。
- 《毛澤東：鮮為人知的故事》第19章提到，中日全面戰爭，蘇聯外交部長李維諾夫即對法國副總理莱昂·布鲁姆說，他和蘇聯「都對日本向中國開戰感到開心極了，蘇聯希望中日戰爭打得越久越好。」
- 《毛澤東：鮮為人知的故事》第28章提到，美國最初對中國內戰持秉承「先歐後亞」中立政策，凍結對內戰雙方武器供應。至1948年，後方對國府給予軍事和財政支持（相當一部分並未就位）。莫斯科為中國共產黨提供武器，則包括繳自日本九百架飛機、七百輛坦克、三千七百多門各種大炮、將近一萬二千挺機關槍、一支具規模的松花江小艦隊、無數步槍、高射機槍、裝甲車。朝鮮是戰時日本重要軍火庫，那裡軍火都給了中國共產黨，足裝兩千多車皮。還有更多日本軍火從外蒙古運到。蘇製武器也運來，外加蘇德戰場上繳獲德國武器，上面德文被銼掉，中共宣稱它們是美製，從“蔣介石運輸大隊長”那裡繳來。中國共產黨還從蘇聯秘密接收數萬日本戰俘，他們在把中國共產黨軍隊訓練成強大作戰機器，功不可沒。是他們教中國共產黨怎樣使用日本武器，怎樣保養、維修。是他們創建中共空軍，由日本飛行員做教練。

## 书评

### 正面评价
- 据《泰晤士报》，前香港总督彭定康称：“自从张戎的《鸿》书获得辉煌成功之后，我们一直翘首以待她和夫婿合著的关于毛泽东的宏伟研究成果问世，人们感到张戎在重写中国现代史。等待是值得的，果然不负众望。这是一部具有爆炸性效应的著作。”[7]

- 《每日邮报》，英国外交官、中国问题专家乔治·华尔顿（George Walden）称：“令人叹为观止的细节与文献。张戎夫妇所讲述的故事，既令人毛骨悚然，又具有迷人的魔力。在现代政治传记中，这一部最具震撼力，最令人爱不释手，揭示了最多的不为人知的故事。鲜有书籍注定能改变历史，但这部书将改变历史。”[7]
- 据《星期日泰晤士报》，历史学家西蒙·西巴格·蒙塔菲瑞（Simon Sebag Montefiore）称：“空前的成功。对专制暴政、杀人如麻、糜烂的私生活等，有着令人炫目的描述。对看似已有定论的历史，进行了炮火密集的修正。研究成果如波澜壮阔。这是第一本充满真实细节的有关这个最大恶魔的政治传记。”[8]
- 《独立报》记者、中国问题专家梅兆赞（Jonathan Mirsky）称：“张戎与哈利戴的贡献是巨大的，超越了先前出版的所有同类传记。”[9]
- 据《星期日电讯报》，历史学家、英国几家主要报纸前主编馬克斯·黑斯廷斯：“这本书的资料来源，既丰富又广泛，其中包括有重要价值的俄罗斯档案。张戎与哈利戴揭开了蒙住许多西方人眼睛的有关毛泽东的迷雾，使他们不再无知。”[10]
- 普林斯顿大学教授林培瑞對本書的評價基本是正面的。[11][12]

- 早年参加过美國共產黨，后转变为反共作家的Herbert Romerstein教授在著作中引用本書，稱它為「權威性傳記」。[13]
- 中央研究院近代史所所長陳永發說，本書的價值在於部分前所未見的新事實，例如毛澤東第一任妻子楊開慧的部分，她深愛毛澤東，卻被毛澤東所忽略拋棄，最後遭國民黨殺害。[14]

### 负面评价
本书一方面被媒體追捧，一方面被学术专家們批评。某些评论不否认毛是“一个怪物”，但许多专门从事中国现代历史政治研究的学者仍质疑本书某些结论的真实性，指出书中选择性使用证据，质疑本书的客观性有问题。
- 歷史學家、中央研究院院士許倬雲認為《毛澤東：不為人知的故事》不是學術著作，但很不幸地被誤以為是學術著作，基本上屬於垃圾[14][18]。
- 陈永发認為，本书太快跳進結論，對毛澤東有先入為主之見，證據與結論之間的關連不緊密，因此不能當成學術著作來看待，可定位为“有學術根底的通俗著作”[14]。在其发表的书评中，陈永发认为“沒有足夠証據”顯示胡宗南是中國共產黨的間諜，“張戎要這麼質疑，必須要舉證”，“不能把戰爭勝敗都說是特務的問題”，“所以尽管取得了大量苏联、东欧档案和口述资料，却只看到其中不利于毛泽东的各种批评和指斥”。在書評的結尾，陳教授提到：[15][19]

|  | 毛泽东如何成功地成为中国民族主义和马列主义的诠释者和代言人，是中共建国以前党史的主要问题，而如何解释中国民族主义和马列主义，则是中共建国以后党史的最重要问题。很遗憾的是，张戎夫妇耗费了极大的心力，发掘了所谓我们所不知道的毛泽东，却无助于这两大问题的解答。毛泽东带给中国人民的，既有解放，也有奴役，既有浴火重生，也有红色恐怖，既有信仰，也有咀咒；他从小就有救国救民的主观愿望，有用世之心；在拥抱马克思列宁主义以后，相信阶级斗争是科学真理，是促成社会进步的不二法门。但是他为了实践马列主义所楬橥的理想，也主张冲破所有外在世界加在他身上的各种网罗和限制，虽千万人吾往矣，尤其不在乎是否牺牲部份人命…… |

- 耶鲁大学教授史景迁在《纽约书评》的一篇名为《恶魔肖像》（Portrait of a Monster）的文章上指出张戎的某些参考书不是严肃出版物，从中找不到任何资料来源。该书把焦点完全放在了毛的不光彩之处，使得“该小说本有的说服力”大打折扣。[20]
- 澳大利亚《雪梨晨鋒報》報導：麦克唐纳德引述哥伦比亚大学教授汤姆斯·伯恩斯坦（Thomas Bernstein）的话：张戎“这本书对当代中国研究是一大灾难”。[21]

该报记者到泸定桥采访，未能找到张戎所讲的那位当时93岁的老太太，也没找到任何能记得此人的人。但是记者找到一位现年85岁的寡妇李桂秀（音译），据当地人说是唯一活着的见证人。“李老太太说战斗确实打了”。“是在傍晚打起来的”。旅英作家孙书云曾为寫红军长征的書，采访幾代住在泸定桥頭旁的朱铁匠。老铁匠的证言如下：桥的另一端只有一个中队。那天在下雨，他们的武器已经老了，只能发射几米，都不是红军的对手。当他们看到红军士兵的到来，他们惊慌失措地逃走了——他们的官员早已抛弃了他们。并没有太大的战斗。不过，我仍然对爬上铁链的二十二名士兵致敬。在过去的日子里，我的父亲和我一起检查过了桥，但我们坐在一个篮子里。那些人很勇敢，他们过得很快。
紅一師師長李聚奎1984年接受四川省委黨史研究室的採訪時表示，「泸定桥戰役沒有人們後來說的那麼複雜，我的部隊幫紅二師過河，占領了泸定桥，如此而已。研究歷史要尊重事實。你們怎麼寫我不管；你們寫的總是誇大，充滿宣傳！」
- 哥伦比亚大学教授黎安友在《伦敦书评》上列举了书中大量违背史实的耸人听闻之论，并认为“許多發現來自無法查證的資料，其他一些發現是公然臆測的結果或者建立在間接證據的基礎上，而有些發現則是不真實的”，“許多結論都基於對證據的曲解、誤導或牽強附會”，“某些論證，不只是濫用資料，而且毫無根據地捕風捉影”。黎安友还评价作者“張戎、哈利戴是饒舌的喜鵲（magpies）：他們把每個能夠吸引眼球的證據都放進書裡，卻不管它們出自何處或者是否可靠” [15][17][24]。
- 卡迪夫大学历史系教授班国瑞（Gregor Benton）和诺丁汉大学中国政策研究所（英语：China Policy Institute）教授（时任牛津大学政治学系和亚洲研究中心教授）曾锐生（Steve Tsang）认为，本书“就毛澤東以及更廣闊的歷史背景作出的大量結論都存在瑕疵”，“對毛澤東形象的重塑並不審慎，或者是沒有公正地評價他”，“關於毛澤東（1949年之前）的某些最重要結論，與證據不符”，“最大的問題在於其片面性和對材料的不恰當使用”，“無益於人們正確地理解毛澤東或者20世紀的中國”[15][25]。
- 中国社会科学院副院长李慎明认为本书的写作受到了英国情报机关的资助，并引用他在2008年访问剑桥大学时，剑桥大学几位教授的话：“我们可以不讨论张戎的书。里面的逻辑矛盾就比比皆是。这本书不值得我们浪费时间去讨论”[26]。
- 京都大学教授石川祯浩认为，本书充满了狡辩和强词夺理，严肃的历史学家自然不会信以为真。但是，张氏坚持把毛泽东描写为独裁者，言之凿凿；而面对那些无法验证的“阴谋”、似是而非的“秘密资料”，人们似乎极易被征服。这些都使张氏该书至今仍受到热捧[27]。

## 作者回應
2005年12月，本書作者张戎與乔·哈利戴对英国《觀察家報》說，他們在寫書時很了解所引用的关于毛澤東和中國歷史的觀點，他們通过十年的研究得到了自己的結論和對事件的解釋。作者還給《伦敦书评》寫信，回應黎安友對於本書來源的批評；此后黎安友对本书中大量存在的无法查证或者与作者观点关联不明确的参考来源提出了进一步批评。

## 爭議
- 《纽约时报》前驻北京记者站站长、专栏作家纪思道称：“建立在十多年细致入微的采访和对档案资料的研究之上，这部宏伟的传记有条不紊地拆除了支撑毛泽东要求获得同情和合法性的每一根支柱。”“它提供了大量新的信息，再加上时髦的写作手法，将会使这本书出现在全世界的床头桌之上。”“在那一方面（将毛与希特勒、斯大林并列）我对该书对毛所做的评价有所保留，以我个人的感觉来看，无论多么骇人听闻，毛还是为中国带来了有益的变化。然而作者有时却表现得十分渴望将他彻底摧毁，甚至于使我怀疑她还将表明毛无罪的证据排除在外，更关注于毛身后对他的无端指摘。”“在所有列出的来源之中，有一个来源提到了毛泽东的英文老师、伙伴章含之，她也是我的最年长的中国友人当中的一个，于是我联系了她，章含之说她确实与张戎有过两三次非正式的会面，但是拒绝接受采访并且没有提供任何实质性的内容。我希望张戎和哈利戴可以和我们分享一下他们的来源材料，无论是通过网络还是与其他学者，只有这样才有可能判断他们到底是否公正、准确地得出相应的结论。”[30]
- 《时代周刊》记者唐纳德·莫里森（Donald Morrison）将本书与原子弹相提并论，但同时质疑作者是否对他们无休止的批评与毛泽东取得的成就进行了权衡，并且认为本书没有解释为何毛泽东仍然在中国受到持久普遍的支持[31]
- 伦敦经济学院中国问题教授迈克尔·亚胡达（Michael Yahuda）称：“张戎与哈利戴以全新的视野，刻划了毛泽东动荡人生的每一阶段”，但也批评本书存在没有讨论其资料来源的质量和如何使用，包括毛泽东在内的人物动机普遍是由作者断言而并非经过评估得出等问题[32]。
- 台灣靜宜大學法律學系教授黃瑞明認為：「不管張著的史學價值如何，它既然不是一本誨淫誨盜之書，就有被出版的權利。」“由於這一事件涉及到重量級人士（知名出版家與中研院院士），加上張戎又是一個與臺灣沒有任何淵源的大陸作家，所以，即使是一些喜愛標榜‘用文明來說服’的名家也全都噤聲不語。諷刺的是，就在毛澤東的三十周年忌日即將來臨前夕，張戎的著作竟然只能在實施一國兩制的香港出版。”（〈《達文西》能《毛澤東》卻不能〉，原刊於台灣《蘋果日報》2006年9月7日〈論壇〉版。）
- 張戎在書中直指中華民國國軍名將胡宗南是「紅色代理人」（red sleeper），導致胡宗南的後人及舊部屬群起抗議。2006年3月28日，前任中華民國國家安全局第一副局長、前駐新加坡代表胡為真（胡宗南之子）透過台灣遠流出版事業公司董事長王榮文表達對本書的不滿：「為了維護父親名節，什麼事都可以做；出版前是朋友，出版後是敵人。」3月30日，王榮文建議作者放棄在第二十九章寫胡宗南。4月，王榮文指出：張戎並沒有直接證據，書中卻說「胡宗南是共諜，還把他的部屬一一送入虎口」，「這是品德上嚴厲的指控。」所以遠流出版事業公司決定放棄出版中文版。王榮文對於“失去了一本暢銷書”表示遺憾，有“悵然若失的感覺”。

## 注脚
1. ↑  2006年10月《纽约时报》的纪思道：章含之否认曾接受张本人的采访